# 1980–1981-es magyar labdarúgókupa
Az 1980-81-es Magyar Népköztársasági Kupa a 41. kupa kiírás volt a magyar labdarúgás történetében. 68 együttes jutott fel a főtáblára. A négy európai kupaporondon is érdekelt csapat (Budapesti Honvéd, Diósgyőri VTK, Újpesti Dózsa és Vasas SC) csak a legjobb nyolc között csatlakozott a küzdelmekhez. A többi 64 klub egyenes kiesési rendszerben küzdött a negyeddöntők maradék négy helyéért. Minden párharc egy mérkőzésen dőlt el, döntetlen esetén kétszer 15 perc hosszabbítás következett, majd ha még így sem volt döntés büntetőpárbajra került sor. Magyarországon egyedülálló módon az alacsonyabb osztályú együttesek nem élvezhették automatikusan a hazai pálya előnyét a náluk magasabb osztályban szereplő ellenfeleikkel szemben, a sorsolás döntötte el a pályaválasztó kilétét. Így fordulhatott elő hogy megyei bajnokságban szereplő csapatok látogattak neves NB I-es klubokhoz. Az elődöntőket és a döntőt Szegeden rendezték egy hétvégén, míg a bronzmérkőzésnek Makó adott otthont. A kupát a Vasas SC hódította el története során harmadszor és megszerezte a jogot a következő évi KEK-ben való indulásra.

## Első forduló
A mérkőzéseket október 1-én illetve október 8-án játszották. Már az első fordulóban három NB I-es csapat búcsúzott de a mentségükre legyen mondva hogy szintén első osztályú együttesektől szenvedtek vereséget.
| 1. csapat            | Eredmény    | 2. csapat                   |
| -------------------- | ----------- | --------------------------- |
| 1980. október 1.     |             |                             |
| Nagyszénás           | 1–1 t.: 4–2 | Hódmezővásárhelyi MSE       |
| Szegedi EOL AK       | 1–3         | Ferencvárosi TC             |
| Debreceni Kinizsi    | 2–1         | Kazincbarcikai Vegyész      |
| Debreceni MVSC       | 5–0         | Hejőcsabai Cement SE        |
| Jászkisér            | 2–0         | Honvéd Asztalos János SE    |
| Nyíregyházi VSSC     | 1–1 t.: 5–4 | Békéscsabai Előre Spartacus |
| Rákóczifalva         | 4–3 hu.     | DÉLÉP SC                    |
| Borsodi Volán        | 2–5         | Honvéd Szabó Lajos SE       |
| BVSC                 | 1–1 t.: 2–4 | Budafoki MTE Kinizsi        |
| Jánoshalmi Spartacus | 0–3         | Csepel SC                   |
| Videoton             | 2–0         | Volán SC                    |
| Hartai SE            | 3–0         | Nagybátonyi Bányász         |
| Kisterenyei Bányász  | 1–4         | Dunaújvárosi Kohász         |
| Ráckeve              | 8–2         | Bábolnai SE                 |
| Dorogi AC            | 4–1         | Halásztelek                 |
| Dunaújvárosi Építők  | 2–2 t.: 2–1 | Hatvani Kinizsi VSE         |
| Salgótarjáni TC      | 3–1         | Kecskeméti SC               |
| Etyeki KSK           | 3–3 t.: 3–4 | Kossuth KFSE                |
| Pécsi VSK            | 2–0         | NIKE Fűzfői AK              |
| Tatabányai Bányász   | 3–1         | Soproni SE                  |
| Honvéd Latinca SE    | 3–4         | Siófoki Bányász             |
| Kaposvári Vasas      | 4–1         | MOTIM TE                    |
| Várpalotai Bányász   | 0–3         | Pécsi MSC                   |
| Répcelaki Bányász    | 0–2         | Mohács-Véméndi TE           |
| Ajkai Alumínium SK   | 4–0         | Ajkai Bányász               |
| Komlói Bányász       | 4–1         | Sabaria SE                  |
| MÁV DAC              | 3–1         | Sellye                      |
| Keszthelyi Haladás   | 3–2         | Bátasszék                   |
| 1980. október 8.     |             |                             |
| MTK-VM               | 6–0         | Honvéd Rákóczi SE           |
| Kaposvári Rákóczi    | 2–1         | Rába ETO                    |
| Haladás VSE          | 3–4         | Zalaegerszegi TE            |
| Bp. Postás SE        | 6–1         | Iváncsai TSZ SK             |

## Második forduló
A mérkőzések időpontja október 22-e volt. További két NB I-es csapat szállt ki a további küzdelmekből. A nagyobb meglepetés a Videoton SC győri veresége volt.
| 1. csapat           | Eredmény     | 2. csapat                   |
| ------------------- | ------------ | --------------------------- |
| 1980. október 22.   |              |                             |
| Tatabányai Bányász  | 11–1         | Kaposvári Vasas             |
| Ajkai Alumínium     | 1–3          | Pécsi MSC                   |
| MÁV DAC             | 2–1          | Videoton                    |
| Dunaújvárosi Kohász | 2–0          | Mohács Véménd               |
| Keszthelyi Haladás  | 3–0          | Komlói Bányász              |
| Zalaegerszegi TE    | 4–0          | Pécsi VSK                   |
| Siófoki Bányász     | 1–2          | Kaposvári Rákóczi           |
| Ferencvárosi TC     | 6–2          | Dunaújvárosi Építők         |
| MTK-VM              | 2–1          | Csepel SC                   |
| Hartai SE           | 2–3          | Ráckevei Aranykalász TSZ SE |
| Budafoki MTE        | 1–0          | Postás SE                   |
| Kossuth KFSE        | 3–0          | Dorogi AC                   |
| Nagyszénás          | 3–3 te.: 2–4 | Nyíregyházi VSSC            |
| Rákóczifalva        | 1–4          | Debreceni MVSC              |
| Salgótarjáni TC     | 1–2          | Honvéd Szabó Lajos SE       |
| Jászkisér           | 1–0          | Debreceni Kinizsi           |

## Harmadik forduló
A mérkőzéseket november 5-én rendezték. Váratlan eredmény a Debrecen nagy arányú veresége Szentendrén. A MÁV-DAC ismét első osztályú ellenfelet búcsúztatott a Zalaegerszeg személyében és kiesett a Tatabánya is. A legnagyobb meglepetés azonban elmaradt. A Pest megyei I. osztalyú Ráckeve gól nélküli döntetlent játszott Nyíregyházán de a büntetőpárbajban alulmaradt.
| 1. csapat             | Eredmény    | 2. csapat          |
| --------------------- | ----------- | ------------------ |
| 1980. november 5.     |             |                    |
| Dunaújvárosi Kohász   | 4–1         | Budafoki MTE       |
| Kaposvári Rákóczi     | 5–1         | Keszthelyi Haladás |
| Pécsi MSC             | 1–0         | Tatabányai Bányász |
| Kossuth KFSE          | 3–0         | Debreceni MVSC     |
| MTK-VM                | 3–0         | Jászkisér          |
| MÁV DAC               | 4–3         | Zalaegerszegi TE   |
| Nyíregyházi VSSC      | 0–0 te.:5–4 | Ráckevei TSZ SE    |
| Honvéd Szabó Lajos SE | 1–2         | Ferencvárosi TC    |

## Negyedik forduló
A Dunaújváros - Nyíregyháza mérkőzést november 19-én, a többit november 26-án játszották. A négy továbbjutott csapat csatlakozott a négy európai kupaporondon szerepelt együtteshez kialakítva a negyeddöntők létszámát. A forduló két érdekességgel szolgált. A Nyíregyházi VSSC sorozatban negyedszer (!) jutott tovább tizenegyes párbaj után illetve hogy a másodosztályú MÁV-DAC már a harmadik NB I-es ellenfelét búcsúztatta, ezúttal idegenben!
| 1. csapat           | Eredmény     | 2. csapat        |
| ------------------- | ------------ | ---------------- |
| 1981. november 19.  |              |                  |
| Dunaújvárosi Kohász | 2–2 te.: 0–3 | Nyíregyházi VSSC |
| 1981. november 26.  |              |                  |
| Kaposvári Rákóczi   | 0–1          | MÁV DAC          |
| MTK-VM              | 4–4 te.: 3–2 | Kossuth KFSE     |
| Ferencvárosi TC     | 3–1          | Pécsi MSC        |

## Negyeddöntő
A negyeddöntők hivatalos játéknapja március 18. volt.
| 1. csapat         | Eredmény | 2. csapat       |
| ----------------- | -------- | --------------- |
| 1981. március 18. |          |                 |
| Diósgyőri VTK     | 1–0      | Ferencvárosi TC |
| Nyíregyházi VSSC  | 1–2      | Vasas SC        |
| MÁV-DAC           | 0–5      | Bp. Honvéd      |
| Újpesti Dózsa     | 2–1      | MTK-VM          |

## Elődöntő
Az elődöntők hivatalos játéknapja június 20., a mérkőzések helyszíne Szeged  volt.
| 1. csapat        | Eredmény | 2. csapat     |
| ---------------- | -------- | ------------- |
| 1981. június 20. |          |               |
| Újpesti Dózsa    | 1–2      | Diósgyőri VTK |
| Bp. Honvéd       | 1–2      | Vasas         |

## A harmadik helyért
| 1981. június 21. 17:00 |

| Bp. Honvéd                       | 2–0   | Újpesti Dózsa |
| -------------------------------- | ----- | ------------- |
| Dajka 10' Gyimesi 74' (11-esből) | (1–0) |               |

| Makó Nézőszám: 3000 Játékvezető: Jaczina Róbert Asszisztensek: Nagy Miklós, Nagy B |

## Döntő
| 1981. június 21. 20:00 |

| Vasas SC | 1–0   | Diósgyőri VTK |
| -------- | ----- | ------------- |
| Izsó 72' | (0–0) |               |

| Szeged Nézőszám: 10 00 Játékvezető: Kuti Sándor Asszisztensek: Győri, Tátrai |

| Vasas:         |  |                 |
|                |  |                 |
| K              |  | Mészáros Ferenc |
| V              |  | Szabó Sándor    |
| V              |  | Híres Gábor     |
| V              |  | Hegedűs Béla    |
| V              |  | Kántor Mihály   |
| KP             |  | Birinyi István  |
| KP             |  | Halász István   |
| KP             |  | Zombori Sándor  |
| KP             |  | Rixer Géza      |
| CS             |  | Izsó Ignác      |
| CS             |  | Kiss László     |
| Cserék:        |  |                 |
| Vezetőedző:    |  |                 |
| Bundzsák Dezső |  |                 |

| DIÓSGYŐRI VTK: |  |                   |  |     |
|                |  |                   |  |     |
| K              |  | Szabó László      |  |     |
| V              |  | Szántó Gábor      |  |     |
| V              |  | Oláh Ferenc       |  |     |
| V              |  | Teodoru Borisz    |  |     |
| KP             |  | Kádár Lajos       |  |     |
| KP             |  | Tatár György      |  |     |
| KP             |  | Görgei János      |  |     |
| KP             |  | Szemere Zoltán    |  |     |
| CS             |  | Borostyán Mihály  |  |     |
| CS             |  | Teodoru Vaszilisz |  |     |
| CS             |  | Fekete László     |  | 80' |
| Cserék:        |  |                   |  |     |
|                |  | Szlifka Miklós    |  | 80' |
| Vezetőedző:    |  |                   |  |     |
| Deák István    |  |                   |  |     |

A Vasas MNK-ban szerepelt játékosai: Mészáros Ferenc (3) – Becsei Péter (1), Birinyi István (3), Farkas Tibor (2), Halász István (3), Hegedűs Béla (3), Híres Gábor (2), Izsó Ignác (3), Kántor Mihály (2), Kiss László (3), Komjáti András (1), Rácz László (2), Rixer Géza (2), Szabó Sándor (2), Török Péter (1), Várady Béla (1), Zombori Sándor (2)